# De Bron (Eindhoven)

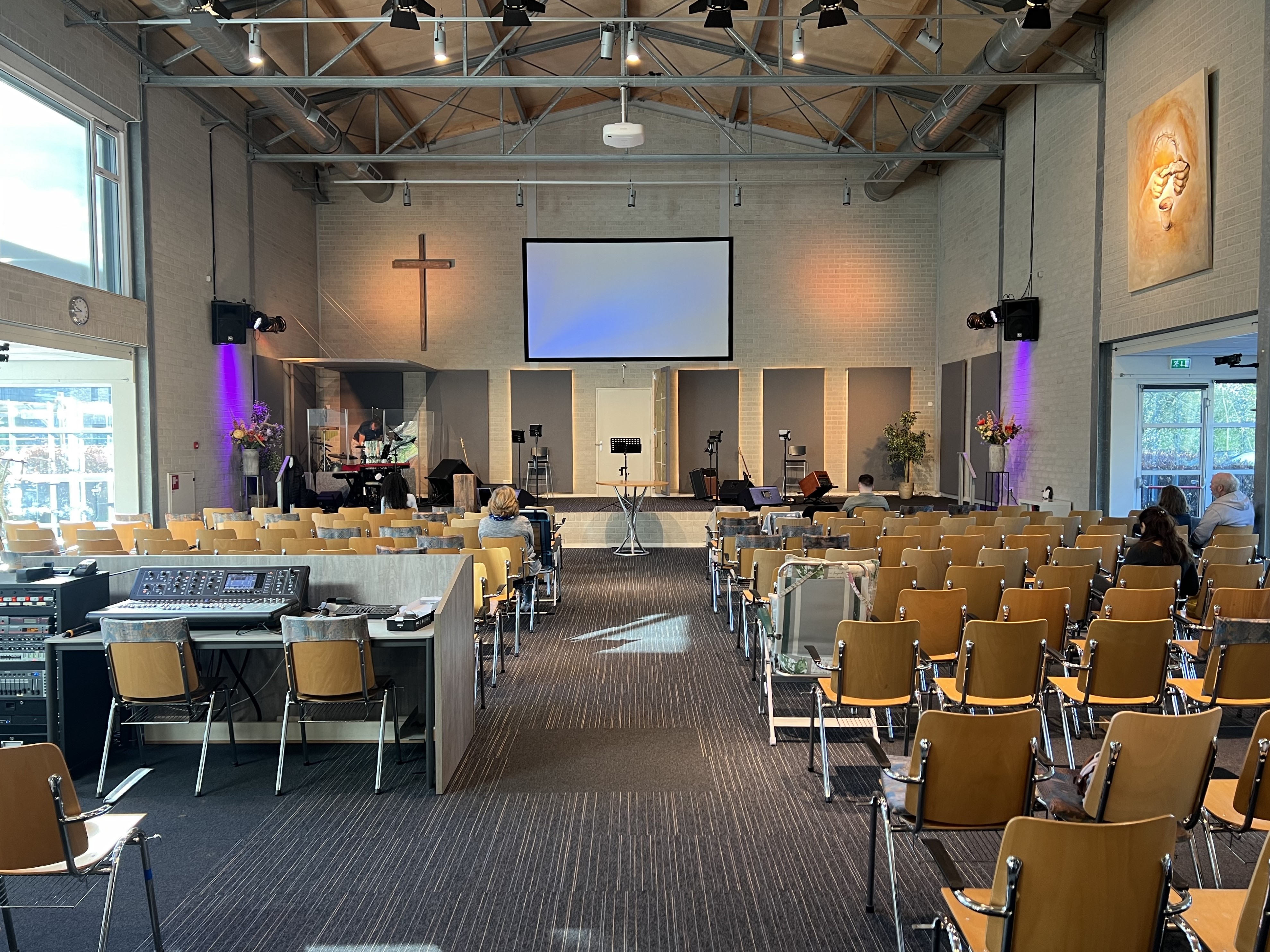
De zaal waar de diensten worden gehouden

De Bron is een buurthuis annex kerkgebouw van de Vergadering van Gelovigen in Eindhoven, gelegen aan de Elburglaan 51.

## Geschiedenis
Het betreffende kerkgenootschap bestond in Noord-Nederland al vanaf omstreeks 1850. In Eindhoven werd het genootschap actief door toedoen van de familie Prijt. Het betrof aanvankelijk vooral huiskamerbijeenkomsten, en in 1920 werd voor het eerst het avondmaal uitgereikt. Aanvankelijk was dit in de Hubertastraat, in 1920 verhuisde Prijt naar de Iepenlaan, waar hij een manufacturenzaak begon. Deze zaak verhuisde in 1923 naar de Frederiklaan, en achter de zaak was een zaaltje voor 80 personen, dat weldra te klein werd,
Van 1926-1927 verrees daarom een kerkje aan Iepenlaan 47, dat wel het Prijtkerkje werd genoemd. Het was een eenvoudig zaalkerkje met een dakruiter. In 1977 verhuisde het -sterk gegroeide- genootschap naar de Elburglaan.
Het Prijtkerkje bleef leegstaan, werd gekocht door een projectontwikkelaar en raakte in verval. In 2017 brandde het af.
De Vergadering van Gelovigen nam in 1977 zijn intrek in buurthuis De Bron aan de Elburglaan, dat in 1955 was gebouwd. In 2011 brak ook hier brand uit, maar in 2012 werd het gebouw, na herstel, heropend.